# Hilma Nikolaisen
Pour les articles homonymes, voir Nikolaisen.
Hilma Nikolaisen (née le 1er juillet 1982 à Moi (Norvège)) est une musicienne norvégienne de rock.

## Biographie
Nikolaisen vient d'une famille de musiciens : son père est organiste d'église, son frère Emil est le chanteur du groupe Serena Maneesh auquel Hilma appartient également, son frère Ivar est le chanteur du groupe punk norvégien Silver, sa sœur Elvira est aussi chanteuse de pop.
Après avoir déménagé à Oslo, elle fait ses débuts au début des années 2000 comme chanteuse et bassiste du trio punk Umbrella et est aussi membre du groupe pop rétro The Loch Ness Mouse. Elle devient bassiste du groupe de noise rock Serena Maneesh, dont son frère Emil est le leader, de 2005 à 2010. Elle accompagna aussi à la basse la chanteuse Anne Grete Preus de 2012 à la mort de l'artiste en 2019.
Elle fait ses débuts en tant qu'artiste solo en 2016 avec l'album Puzzler. Il est nommé pour le Spellemannprisen 2016 dans la catégorie "Musique indépendante". Le deuxième album Mjusic sort en novembre 2018.
En 2006, Hilma Nikolaisen est nommée l'une des trois femmes les mieux habillées de Norvège par l'édition locale du magazine Elle.
À vingt ans, elle a un fils avec Sven Erik Kristiansen, le chanteur du groupe Mayhem.

## Discographie
Albums studios
- Puzzler (2016)
- Mjusic (2018)
- Heritage (2021)

Album live
- Limbo Jives (2020)